# Sobiesław Zasada
Sobiesław Jan Zasada (27 de enero de 1930, Dąbrowa Górnicza Polonia) es un piloto de rally polaco actualmente retirado que ha competido en el Campeonato de Europa de Rally, ganando las ediciones de 1966, 1967 y 1971, siendo así el piloto con más títulos europeos. Fue además subcampeón europeo en 1968, 1969 y 1972 y campeón de Polonia en 1967, 1968 y 1973.
Fue galardonado con la Orden Polonia Restituta.
- Cruz de Caballero.
- Cruz de Oficial.
- Cruz de Comandante.

## Ganador Gran Premio de la República Argentina 1967.
Con Porche 911S

### Campeonato del Mundo
| Año  | Equipo                    | Vehículo                        | 1       | 2     | Clas.final | Puntos |
| ---- | ------------------------- | ------------------------------- | ------- | ----- | ---------- | ------ |
| 1973 | Privado                   | Porsche 911                     | KEN Ret |       | -          | 0      |
| 1974 | Privado                   | Porsche 911                     | CAN Ret | USA 7 | ?          | ?      |
| 1978 | Privado                   | Mercedes-Benz 280 E             | KEN 6   |       | ?          | ?      |
| 1979 | D.T. Dobie / Daimler-Benz | Mercedes-Benz 280 E             | KEN Ret |       | -          | 0      |
| 1997 | Privado                   | Mitsubishi Lancer Evolution III | KEN 12  |       | -          | 0      |
| 2021 | M-Sport Poland            | Ford Fiesta Rally3              | KEN Ret |       | -          | 0      |

### Campeonato de Europa
| Año  | Equipo | Vehículo                            | Pos. | Puntos |
| ---- | ------ | ----------------------------------- | ---- | ------ |
| 1966 |        | BMC Mini Cooper S Steyr-Puch 650 TR | 1º   |        |
| 1967 |        | Porsche 911 S                       | 1º   |        |
| 1968 |        |                                     | 2º   |        |
| 1969 |        |                                     | 2º   |        |
| 1971 |        | BMW 2002 TI                         | 1º   |        |
| 1972 |        |                                     | 2º   |        |

### Otras pruebas
| Año  | Equipo  | Vehículo                       | 1       | 2     |
| ---- | ------- | ------------------------------ | ------- | ----- |
| 1970 | ?       | Porsche 911 S                  | KEN Ret |       |
| 1971 | ?       | Polski Fiat 125p Porsche 911 S | MON Ret | KEN 5 |
| 1972 | ?       | Porsche 911 S Polski Fiat 125p | MON Ret | KEN 2 |
| 1974 | ?       | Alpine-Renault A110 1800       | POL Ret |       |
| 1975 | Privado | Porsche 911                    | USA 1   |       |